# Pouvoir symbolique
Le pouvoir symbolique ou la domination symbolique désignent l'ensemble des modes de dominations culturelle et sociale, qui, sans apparaître comme tel, agissent sur les représentations et les actions des individus.

## Définition et fonctionnement
Introduit par Pierre Bourdieu, notamment dans un article de 1977 intitulé « Sur le pouvoir symbolique », il a une importance particulière dans les systèmes de domination car il participe à l'instauration d'une violence symbolique et d'une hiérarchisation tacite des positions et rapports sociaux. C'est par l'inégale répartition du capital symbolique que peut apparaître une domination symbolique. Il est notamment à l'origine des inégalités sociales comme le racisme ou les inégalités hommes-femmes. Le pouvoir symbolique vit de sa non-reconnaissance comme pouvoir. Dans le cas contraire, s'il est mis à jour, il perd toute sa capacité dominatrice. Ainsi, lorsque Bourdieu publie son ouvrage La Domination masculine, c'est bien pour mettre à jour le pouvoir symbolique que les hommes ont sur les femmes et qui leur permet de les assujettir sans être réprimé d'une quelconque manière. Enfin, la force du pouvoir ou de la domination symbolique réside dans l'acceptation de la domination par le dominé, qui permet donc à cette domination de perdurer.
En 2002, Pierre Bourdieu définit le pouvoir symbolique comme « un pouvoir qui est en mesure de se faire reconnaître, d’obtenir la reconnaissance ; c’est-à-dire un pouvoir (économique, politique, culturel ou autre) qui a le pouvoir de se faire méconnaître dans sa vérité de pouvoir, de violence et d’arbitraire. L’efficacité propre de ce pouvoir s’exerce non dans l’ordre de la force physique, mais dans l’ordre du sens de la connaissance. »
On peut associer le pouvoir symbolique à une forme de soft power.